# Огинская, Лариса Юзефовна
Лари́са Ю́зефовна Оги́нская (р. 29 июля 1930) — советский, российский и американский искусствовед, музейный работник. Главный хранитель фондов Государственного музея В. В. Маяковского. Автор первой монографии о Густаве Клуцисе (1981). Живёт в Лос-Анджелесе.